# Amne Machin
Amne Machin o Anyi Machen (en chino, 阿尼玛卿; literalmente, ‘abuelo Pomra’) es la montaña más alta dentro del macizo del mismo nombre (Āní Mǎqīng Shān) y que se localiza en la zona centro-occidental de China (provincia de Qinghai). El macizo del Amne Machin pertenece a la cordillera Kunlun, uno de los sistemas montañosos más importantes de Asia. La altitud de su pico más alto, ubicado en el condado de Maqên, se estima en 6282 [[m s. n. m.]], lo cual lo coloca en la posición 23º entre las montañas chinas.
El pico es una de las «cuatro montañas sagradas del budismo tibetano» (junto al monte Kailash, el Ghado Jobo y el Kawagarbo).

## Geografía
La totalidad de la cordillera Amne Machin es una extensión oriental de las montañas de Kunlun. Corre en dirección noroeste-sudeste en el Qinghai Oriental (Prefectura autónoma tibetana de Golog y áreas adyacentes de la Prefectura autónoma tibetana de Hainan) y el borde suroeste de la Prefectura autónoma tibetana de Gannan.
La existencia de la arista resulta en una de las grandes curvas del río Amarillo, que fluye por varios cientos de kilómetros hacia el este-sureste, a lo largo del lado sudoeste de la cordillera Amne Machin. Mientras lo hace, cruza toda la longitud de la prefectura de Golog y alcanza las fronteras de Gansu y Sichuan. Luego, el río gira casi 180 grados hacia la izquierda pasando al lado noreste de Amne Machin, y fluye hacia el noroeste por unos 200 a 300 km a través de varias prefecturas del Quinghai Nordeste.
Una parte de la cordillera alrededor de su pico más alto fue declarada como una sección de la Reserva Natural Nacional Sanjiangyuan ("Fuentes de los Tres Ríos").

## Historia
El macizo fue considerado durante mucho tiempo como sagrado y era un lugar de peregrinación hasta que el régimen comunista prohibió la circunvalación de más de 185 km que hacían más de 10 000 tibetanos de la prefectura autónoma de Golog.
El primer europeo que describió la montaña fue el explorador británico George Pereira en su expedición a pie desde Pekín hasta Lhasa entre los años 1921 y 1922. Pereira, quien vio el Amne Machin desde más de 100 km de distancia, pensó que «su altura debe ser de al menos 25 000 pies [7650 m], y puede que más; empequeñece todas las otras montañas que hay cerca de él»"
Sin embargo, el macizo no fue escalado hasta 1949. Las montañas del macizo Amne Machin fueron sobrevoladas por algunos pilotos estadounidenses, quienes sobreestimaron su altura hasta 30.000 pies (9144 m). Un artículo de 1930 de National Geographic estimaba la altura del pico en 28.000 pies (8534 m) basándose en el informe de Joseph Rock, un botánico estadounidense. Durante algún tiempo, estas montañas se consideraron como un posible lugar para ser el pico más alto del mundo, y por tanto una montaña más alta que el Everest. En 1949, una expedición china subió a las montañas, pero en 1980 se demostró que realmente no habían coronado el pico correcto.

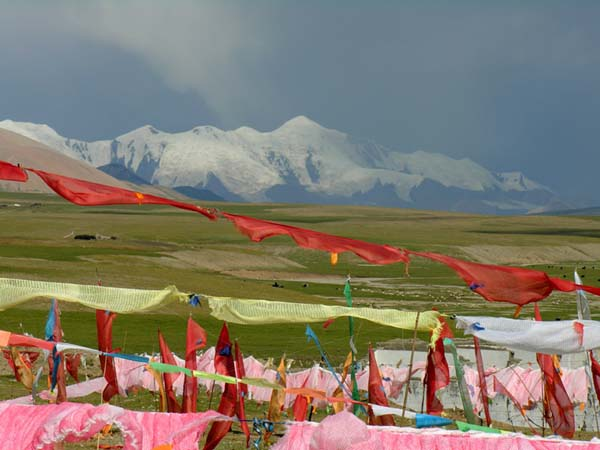
Gipfel desde el Amne Machin.

El Amne Machin fue coronado por primera vez en 1981 por una cordada estadounidense (la primera expedición extranjera autorizada por el gobierno chino). Galen Rowell, Harold Knutsen y Kim Scmitz lograron coronar el pico e informaron que su verdadera elevación era de 20.610 pies (6282 m)